# Wolfram von Krause
Wolfram von Krause (* 17. Februar 1914 in Karstenmöis, Estland; † 24. August 1989 in Moosach) war ein deutsch-baltischer lutherischer Theologe und Direktor der Neuendettelsauer Mission.

## Leben und Werk
Wolfram von Krause studierte Theologie an der Universität Dorpat. 1937 legte er das erste kirchliche Examen ab. Nach seinem Examen promovierte er und wurde 1938 ordiniert. 1939 wurde er Dozent für Kirchengeschichte in Dorpat und war parallel Pastor-Adjunkt des deutschen Beichtkreises der Universitätsgemeinde. 1940 wurde er an die Evangelische Fakultät in Posen berufen. Noch im gleichen Jahr nahm er eine Pfarrstelle in Lettberg im Kreis Gnesen an. Nach dem Krieg wurde er 1945 in den Dienst der Bayerischen Landeskirche übernommen. 1946 wurde er Missionsinspektor und erster theologischer Lehrer am Missionsseminar in Neuendettelsau. Von Neuendettelsau aus gab er die im Freimund Verlag erschienene Heftreihe Bekennende lutherische Kirche heraus. Zu dieser Reihe trugen Theologen wie Walter Künneth, Wilhelm Andersen und Eduard Ellwein bei. Von Krause wurde 1957 beurlaubt, um den Dienst als Generalsuperintendent der Hermannsburger Mission in Südafrika anzutreten. 1964 kam er zurück und wurde Missionsdirektor der Neuendettelsauer Mission. Von 1972 bis zu seinem Ruhestand 1982 war er als Sonderbeauftragter für ökumenisch-missionarische Aufgaben Kirchenrat beim Landeskirchenrat in München.
Wolfram von Krause war ein Nachfahre des Architekten Johann Wilhelm von Krause.

## Schriften und Aufsätze
- „Auf das Zeugnis der Brüder hören“. Eine kritische Betrachtung (Bekennende lutherische Kirche, Heft 1), Neuendettelsau 1949.
- Die politische Verantwortung der Kirche. Nach der Lehre der lutherischen Bekenntnisschriften (Bekennende lutherische Kirche, Heft 7), Neuendettelsau 1952.
- Was sagt uns das Neue Testament zur Frage der Kirchen- und Abendmahlsgemeinschaft?, in: Lutherisches Kirchenamt der VELKD (Hg.): Koinonia. Arbeiten des Oekumenischen Ausschusses der VELKD zur Frage der Kirchen- und Abendmahlsgemeinschaft, Berlin 1957, S. 34–41.
- Argumente für die geschlossene Kommunion, in: Lutherisches Kirchenamt der VELKD (Hg.): Koinonia. Arbeiten des Oekumenischen Ausschusses der VELKD zur Frage der Kirchen- und Abendmahlsgemeinschaft, Berlin 1957, S. 138–140.

### Als Herausgeber
- Junges Neuguinea. Ein Informationsbuch, Neuendettelsau 1970.